# 紀海音
紀 海音（きの かいおん、寛文3年（1663年） - 寛保2年10月4日（1742年10月31日））は、江戸時代中期の浄瑠璃作家、狂歌師、俳人。本名は榎並善右衛門、のち善八。大坂生まれ。父は大阪御堂前の菓子商鯛屋善右衛門（俳号：貞因）で、兄に狂歌師油煙斎貞柳がいる。別号は貞峨・契印・白鷗堂・鳥路観など。

## 来歴
大坂御堂前雛屋町西南角の老舗の菓子商鯛屋善右衛門の次男として生まれる。
少年期から青年期にかけて、正確な記録は残っていない。若い頃は、京都宇治黄檗山萬福寺の悦山に師事して僧となり、高節と号した。悦山に「舌頭湧出海潮音」と評され、これが「海音」の号の由来とされる。
その後、還俗して大坂で医師となり、和歌を契沖に、俳諧を安原貞室に、狂歌を兄に学んだ。1707年（宝永4年）から1723年（享保8年）頃まで大坂豊竹座の浄瑠璃作家として活躍し、竹本座の近松門左衛門と対抗していた。しかし、1723年（享保8年）浄瑠璃作者を引退する。それ以降は俳諧と狂歌に専念した。1736年（元文元年）には法橋に叙せられている。
晩年は俳諧と狂歌関係者との交友が深く、公卿の厚遇も得たという。

## おもな作品
浄瑠璃
- 『椀久末松山』
- 『八百屋お七歌祭文』
- 『心中二ツ腹帯』
- 『鬼鹿毛無佐志鐙』
- 『傾城無間鐘』

## 刊行本
- 『浄瑠璃集』(日本古典文学全集 横山正 校注・訳. 小学館, 1971（椀久末松山 袂の白しぼり 傾城三度笠 八百やお七、三勝半七二十五年忌 ふたつ腹帯）
- 『紀海音全集』全8巻　海音研究会 編. 清文堂出版、1977-80

第1巻　椀久末松山.おそめ久松袂の白しぼり.熊坂.なんば橋心中.鬼鹿毛無佐志鐙.今宮心中丸腰連理松.鎌倉尼将軍.三井寺開帳.信田森女占.傾城三度笠
第2巻　小野小町都年玉.曽我姿富士.愛護若塒箱.平安城細石.山桝太夫恋慕湊.仏法舎利都
第3巻　甲陽軍鑑今様姿.新百人一首.末広十二段.八百やお七.花山院都巽.傾城国性爺
第4巻　本朝五翠殿.新板兵庫の築嶋.殺生石.鎌倉三代記.山桝太夫葭原雀.義経新高館
第5巻　神功皇后三韓責.三勝半七二十五年忌.頼光新跡目論.鎮西八郎唐士舩.日本傾城始.三輪丹前能
第6巻　八幡太郎東初梅.呉越軍談.富仁親王嵯峨錦.坂上田村麿.大友皇子玉座靴.心中二ッ腹帯
第7巻　東山殿室町合戦.玄宗皇帝蓬来鶴.傾城無間鐘.忠臣青砥刀.お高弥市梅田心中.心中涙の玉井.金屋金五郎浮名額.金屋金五郎後日雛形.傾城思舛屋.曽禰崎心中
第8巻　俳諧.雑俳点.狂歌.浮世草子.歌謡.伝記資料. 解題
- 『浄瑠璃集』(新潮日本古典集成)土田衞 校注. 新潮社, 1985（傾城三度笠）